# Paul Danhauser
Paul Danhauser (2 de agosto de 1892 - 11 de dezembro de 1974) foi um oficial alemão que serviu durante a Segunda Guerra Mundial. Foi condecorado com a Cruz de Cavaleiro da Cruz de Ferro.

## Carreira

### Condecorações
| Cruz de Ferro 2ª Classe                                      |
| Cruz de Ferro 1ª Classe                                      |
| Cruz de Cavaleiro da Cruz de Ferro (10 de fevereiro de 1942) |